# Muratçakıroğlu, Türkoğlu
Çakıroğlu là một xã thuộc huyện Türkoğlu, tỉnh Kahramanmaraş, Thổ Nhĩ Kỳ. Dân số thời điểm năm 2010 là 664 người.